# داكلاتازفر
داكلاتازفر يُباع تجاريًاً تحت اسم «داكلينزا».
هو دواء يُستخدَم مع مجموعة أخرى من الأدوية لعلاج مرض التهاب الكبد الوبائِيّ c. (HCV)
الأدوية الأخرى تُستخدم بشكل مجموعة تتضمن:
سوفوسبوفير، ريبافيرين، ومضاد الفيروسات إنترفيرون، يختلفوا بالاعتماد على نوع الفيروس وفيما لو كان الشخص يعاني من تليف كبدي، ويؤخذ من خلال الفم.
الأعراض الجانبية المشتركة مع سوفوسبوفير، وكلاتاسفير وتتضمن: وجع الرأس، الشعور بالتعب، والغثيان وتحطم كريات الدم الحمراء.
لا يجوز استخدامه مع نبتة سانت جونز، ريفامبين، كاربامازيبين. وهو يعمل بتثبيط بروتين فيروس HCV المسمى (NS5A).
تمت الموافقة على استخدام داكلاتازفر في أوروبا في عام 2014، وفي الولايات المتحدة الأمريكية والهند لعام 2015.
هو من ضمن قائمة الأدوية الأساسية في منظمة الصحة العالمية، هو من أكثر الأدوية الآمنة المُحتاجة في النظام الصحي.
في شهر كانون الثاني لعام 2016 فصل من الدواء لمدة ستة أسابيع كلّف تقريباً 63.000 دولار في الولايات المتحدة الأمريكية، 39.000 دولار في المملكة المتحدة، 37.000 دولار في فرنسا، و 25.000 دولار في مصر.